# Кубок Франції з футболу 2000—2001
Кубок Франції з футболу 2000–2001 — 84-й розіграш кубкового футбольного турніру у Франції. Титул втретє здобув Страсбур.

## Регламент
Кубок Франції складається з двох етапів:
- відбіркового, який складається з шести регіональних етапів (перші два організовуються в кожному регіоні за своєю схемою для клубів регіональних ліг, наступні чотири організовуються в регіонах централізовано за участі клубів з національних аматорських і напівпрофесіональних ліг) та двох національних етапів (7-й і 8-й етап, з 7-го стартують клуби Дивізіону 2 та представники заморських територій);
- фінального, який починається з 1/32 фіналу — з цього раунду стартують клуби провідного Дивізіону 1.

## 1/32 фіналу
| Команда 1          | Рахунок       | Команда 2           |
| ------------------ | ------------- | ------------------- |
| 19 січня 2001      |               |                     |
| Ренн               | 2:1           | Генгам              |
| Іссуар (5)         | 0:5           | Бордо               |
| 20 січня 2001      |               |                     |
| Кале (4)           | 1:3           | Седан               |
| Шалон (5)          | 1:1 пен. 1:4  | Реймс (3)           |
| Амневіль (5)       | 0:4           | Булонь (4)          |
| Лібурн (4)         | 2:2 пен. 2:4  | Гренобль (3)        |
| Таон (5)           | 0:4           | Марсель             |
| Дьєпп (4)          | 1:2           | Мец                 |
| Клермон (3)        | 2:2 пен. 7:6  | Сошо (2)            |
| Шоле (5)           | 0:0 пен. 5:6  | Ла-Рош-сюр-Іон (4)  |
| Ланс               | 2:2 пен. 3:5  | Труа                |
| Сент-Омер (5)      | 1:0           | Шербур (4)          |
| Конкарно (5)       | 1:2           | Фонтене-ле-Конт (4) |
| Ліон               | 3:2           | Кан (2)             |
| Лаваль (2)         | 0:1           | Анже (2)            |
| Туар (3)           | 0:2 дч        | Парі Сен-Жермен     |
| Монморійон (5)     | 1:2           | Санс (5)            |
| Байо (5)           | 0:2           | Ванн (4)            |
| Осер               | 1:0           | Лілль               |
| Газелек (3)        | 2:3 дч        | Сент-Етьєн          |
| Сет (4)            | 2:1           | Канн (2)            |
| Валанс (3)         | 1:0           | Монако              |
| Шатору (2)         | 0:0 пен. 10:9 | Тулуза              |
| Ле-Ман (2)         | 1:0           | Аяччо (2)           |
| Анноне (5)         | 0:3           | Бастія              |
| Пасі-сюр-Ер (3)    | 0:9           | Нант                |
| Марк-ан-Барель (5) | 0:2           | Васкеаль (2)        |
| 21 січня 2001      |               |                     |
| Вандевр (5)        | 1:2           | Леваллуа (4)        |
| Монсо (5)          | 0:1           | Сен-Жорж (5)        |
| Люнель (5)         | 0:2           | Каркассонн (5)      |
| Ламбр-ле-Дуе (5)   | 0:2           | Ам'єн (3)           |
| Нансі (2)          | 1:2           | Страсбур            |

## 1/16 фіналу
| Команда 1           | Рахунок      | Команда 2    |
| ------------------- | ------------ | ------------ |
| 9 лютого 2001       |              |              |
| Ліон                | 1:1 пен. 4:3 | Сент-Етьєн   |
| 10 лютого 2001      |              |              |
| Бордо               | 0:1          | Нант         |
| Санс (5)            | 1:3          | Труа         |
| Ванн (4)            | 1:0          | Сен-Жорж (5) |
| Каркассонн (5)      | 2:1          | Сет (4)      |
| Шатору (2)          | 1:0          | Марсель      |
| Ла-Рош-сюр-Іон (4)  | 1:3 дч       | Ле-Ман (2)   |
| Клермон (3)         | 0:1          | Страсбур     |
| Ам'єн (3)           | 3:1          | Ренн         |
| Бастія              | 4:1          | Мец          |
| Сент-Омер (5)       | 0:2 дч       | Гренобль (3) |
| Фонтене-ле-Конт (4) | 1:0          | Седан        |
| Парі Сен-Жермен     | 0:4          | Осер         |
| Валанс (3)          | 3:2 дч       | Булонь (4)   |
| Леваллуа (4)        | 0:1          | Васкеаль (2) |
| 11 лютого 2001      |              |              |
| Анже (2)            | 1:2          | Реймс (3)    |

## 1/8 фіналу
| Команда 1           | Рахунок      | Команда 2    |
| ------------------- | ------------ | ------------ |
| 9 березня 2001      |              |              |
| Валанс (3)          | 0:2          | Страсбур     |
| 10 березня 2001     |              |              |
| Каркассонн (5)      | 0:3          | Нант         |
| Ванн (4)            | 1:2          | Осер         |
| Ам'єн (3)           | 0:0 пен. 4:2 | Ле-Ман (2)   |
| Реймс (3)           | 1:0          | Бастія       |
| Шатору (2)          | 0:2          | Гренобль (3) |
| Фонтене-ле-Конт (4) | 2:2 пен. 4:5 | Ліон         |
| Труа                | 1:0          | Васкеаль (2) |

## 1/4 фіналу
| Команда 1       | Рахунок | Команда 2 |
| --------------- | ------- | --------- |
| 30 березня 2001 |         |           |
| Гренобль (3)    | 2:4 дч  | Труа      |
| 31 березня 2001 |         |           |
| Нант            | 4:1 дч  | Осер      |
| Ам'єн (3)       | 1:0     | Реймс (3) |
| 1 квітня 2001   |         |           |
| Страсбур        | 3:1     | Ліон      |

## 1/2 фіналу
| Команда 1      | Рахунок      | Команда 2 |
| -------------- | ------------ | --------- |
| 20 квітня 2001 |              |           |
| Страсбур       | 4:1          | Нант      |
| 21 квітня 2001 |              |           |
| Ам'єн (3)      | 0:0 пен. 4:2 | Труа      |

## Фінал
| 26 травня 2001 |

| Страсбур                                        | 0:0      | Ам'єн (3)                                        |
| ----------------------------------------------- | -------- | ------------------------------------------------ |
|                                                 | Протокол |                                                  |
|                                                 | Пенальті |                                                  |
| - Бертен - Ремі - Люїндюла - Ісмаель - Чилаверт | 5:4      | - Сампель - Дарбеле - Шальє - Абало - Стржельчак |

| Стад-де-Франс, Сен-Дені Глядачів: 78 641 Арбітр: Лоран Дюамель |